# Soczewica

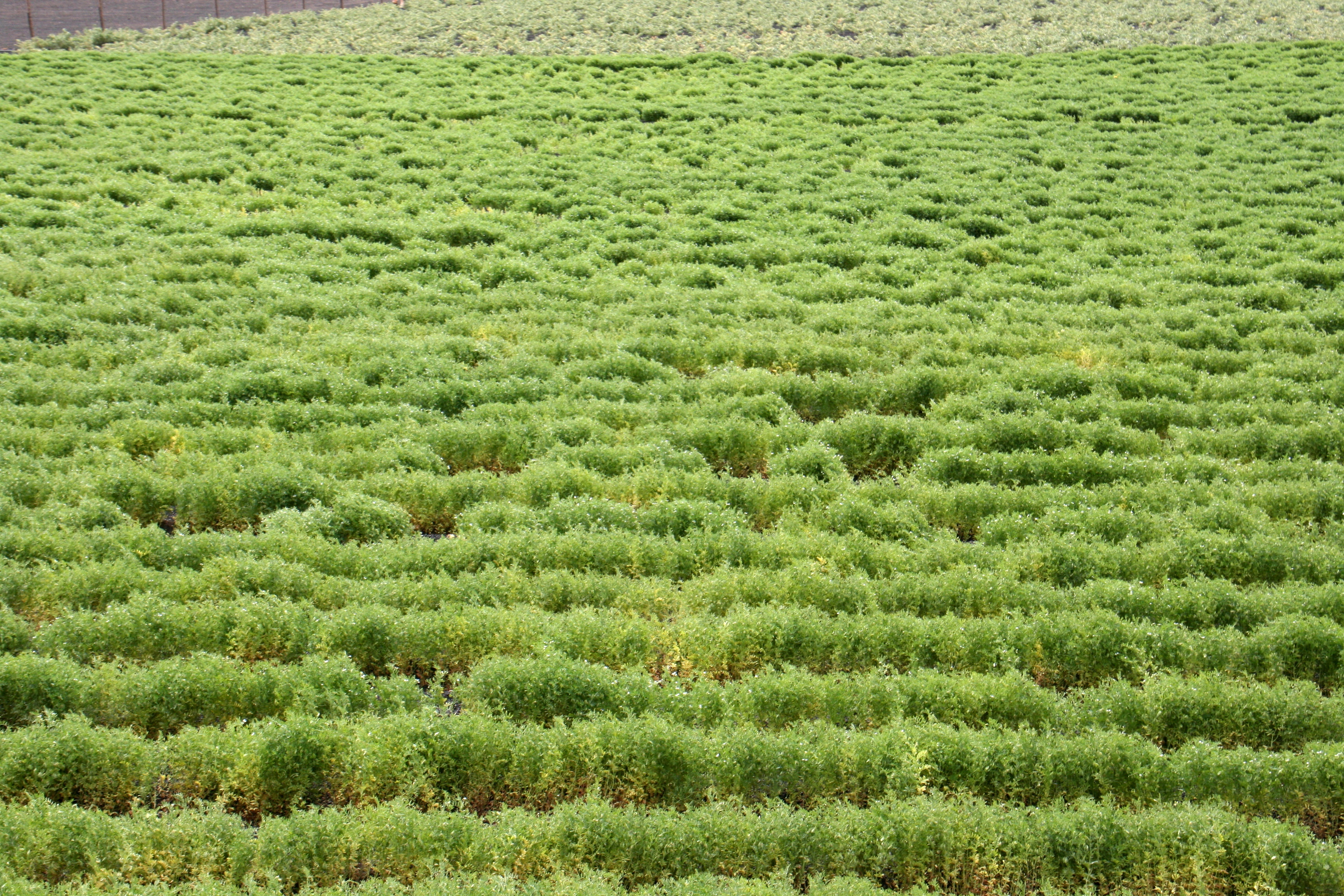
Pole soczewicy jadalnej

Soczewica (Lens Mill.) – rodzaj roślin jednorocznych z rodziny bobowatych. Obejmuje 7 gatunków. W stanie dzikim rosną one w obszarze śródziemnomorskim, od Wysp Kanaryjskich do środkowej Azji, we wschodniej Afryce zasięg rodzaju sięga strefy tropikalnej. Soczewica jadalna jest jedną z roślin o najdłuższej historii uprawy. Udomowiona została co najmniej 8 tys. lat p.n.e. na Bliskim Wschodzie, skąd rozprzestrzeniona została w Eurazji na obszarach o ciepłym klimacie. Jadalne są nasiona soczewicy jadalnej. Pozostałe części rośliny po omłocie stanowią cenioną paszę dla zwierząt.

## Morfologia
PokrójWyprostowane i płożące rośliny jednoroczne.
LiścieParzysto pierzaście złożone, z 2 lub liczniejszymi owalnymi lub jajowatymi, całobrzegimi listkami. Oś liścia na końcu wykształcona jako wąs czepny. Liście wsparte są przylistkami całobrzegimi lub ząbkowanymi u nasady nieco strzałkowatymi.
KwiatyMotylkowe, drobne, wyrastają pojedynczo lub w większej liczbie w gronach. Działki kielicha w liczbie 5 są zrośnięte, ale ząbki kielicha są głęboko wcięte. Płatki korony białe, niebieskie lub fioletowe. Mają różną budowę. Dwa dolne płatki tworzą tzw. łódeczkę, dwa boczne zaokrąglone skrzydełka, a piąty wzniesiony jest do góry tworząc żagielek, który u nasady zwężony jest w paznokieć. Wewnątrz kwiatu, a ściślej w łódeczce, znajduje się jeden słupek z pojedynczą, górną zalążnią zawierającą dwa zalążki oraz 10 pręcików, z których dziewięć zrośniętych jest nitkami tworząc rurkę, jeden pręcik zaś jest wolny.
OwoceŚcieśnione strąki zawierające 1–2 soczewkowate nasiona.

## Systematyka
Rodzaj jest tradycyjnie wyodrębniany, jednak z analiz molekularnych wynika, że jest zagnieżdżony w obrębie rodzaju wyka (Vicia), tworząc w jego obrębie grupę monofiletyczną. 
Pozycja rodzaju według APweb
Jeden z rodzajów podrodziny bobowatych właściwych Faboideae w rzędzie bobowatych Fabaceae s.l. W obrębie podrodziny należy do plemienia Fabeae.
Wykaz gatunków
- Lens culinaris Medik. – soczewica jadalna
- Lens ervoides (Brign.) Grande
- Lens himalayensis Alef.
- Lens kotschyana (Boiss.) Nábělek
- Lens lamottei Czefr.
- Lens montbretii (Fischer & alli) P. Davis & Plitmann
- Lens nigricans (M.Bieb.) Godr.